# Cmentarz Żołnierzy 2 Armii Wojska Polskiego w Zgorzelcu
Cmentarz Żołnierzy 2 Armii Wojska Polskiego w Zgorzelcu – cmentarz wojenny żołnierzy 2 Armii Wojska Polskiego poległych w walkach wiosną 1945, w czasie forsowania Nysy Łużyckiej (operacja łużycka), w drodze na Drezno i pod czeski Mielnik, w walkach o Niesky oraz Horkę, jak również w trakcie operacji budziszyńskiej, znajdujący się w Zgorzelcu, przy ul. Bohaterów II Armii Wojska Polskiego, w sąsiedztwie cmentarza komunalnego.

## Architektura
Nekropolia ma kształt zagłębionego w gruncie prostokąta, który otacza wał. Podzielony jest symetrycznie na cztery kwatery. Na głównym skrzyżowaniu alej postawiono cokół po pierwotnym pomniku, który stanął tu wkrótce po walkach (cmentarz rozpoczęto organizować latem 1946). W 1948 nadano obiektowi trwały kształt, w formie obrzeży i krzyży z betonu. W latach 1961–1964 nekropolię przebudowano według projektu Zbigniewa Gnassa i Piotra Żarnowskiego (zmieniono wówczas znacząco część frontową, od strony ulicy cmentarz otoczono murem, a od strony wewnętrznej utworzono zazielenioną skarpę). Akcentem centralnym w strefie wejściowej były symetrycznie ustawione armaty. W centrum stał obelisk. W latach 1967–68 doszło do kolejnej przebudowy. Konkurs architektoniczny w tym zakresie wygrał Tadeusz Ptaszycki z Krakowa. Powstał wówczas Pomnik Orła Piastowskiego. W końcu lat 90. XX wieku nekropolia uległa degradacji. Prace remontowe podjęto w 1997.

## Pochowani
Na cmentarzu spoczywa 3420 (lub 3396 albo 3384) osób w 3392 grobach. Żołnierze, podoficerowie i oficerowie pochowani są w identycznych mogiłach, które oznaczono betonowymi krzyżami grunwaldzkimi. Ekshumacje i pochówki rozpoczęto latem 1946. Spoczywają tutaj:
- 1 podpułkownik (Nikifor Jaśkiewicz),
- 7 majorów,
- 24 kapitanów,
- 43 poruczników,
- 195 podporuczników,
- 98 chorążych i 7 podchorążych, którzy ówcześnie zaliczani byli do oficerów[2].

Spoczywa tu także sześć kobiet (telefonistek i sanitariuszek). Cmentarz upamiętnia również dwa tysiące osób, których nie dało się ekshumować lub odnaleźć (w tym 5 podpułkowników, 10 majorów, 34 kapitanów, 30 poruczników, 182 podporuczników, 92 chorążych).
Na cmentarzu pochowano m.in.:
- kaprala Stanisława Ostrowskiego (grób 767), jednego z pierwszych żołnierzy poległych w operacji łużyckiej,
- podporucznika Longina Wawruszaka (grób 761), zastępcę dowódcy kompanii rusznic przeciwpancernych zastrzelonego przez niemieckiego snajpera,
- szeregowego Wacława Ciunela (grób 764), który zginął na minie podczas pierwszej, nieudanej próby uchwycenia przyczółku na lewym brzegu Nysy Łużyckiej,
- żołnierzy 3 Drezdeńskiej Brygady Pancernej (groby 177-220) poległych w walkach pod Budziszynem,
- podporucznika Franciszka Drosika (grób nr 2017), z zawodu gajowego, partyzanta z Wołynia, spadochroniarza, uczestnika walk na Lubelszczyźnie, dowódcę 3 kompanii strzeleckiej 36 pułku piechoty,
- podporucznika Jerzego Matrasa, (20 lat, grób 726), dowódcę plutonu w kompanii Franciszka Drosika[3].

Numeracja grobów nie oddaje kolejności walk – nadawana była w miarę postępu ekshumacji i pochówków.

## Pomnik Orła Piastowskiego
Na cmentarzu posadowiono Pomnik Orła Piastowskiego, autorstwa Józefa Potępy z Akademii Sztuk Pięknych w Krakowie. Został on odsłonięty 6 maja 1978 i nawiązuje do sylwetki wojskowego orła. Symbolizować ma ptaka spoczywającego na słupie granicznym, z dumą spoglądającego w zachodnią stronę. 

## Galeria

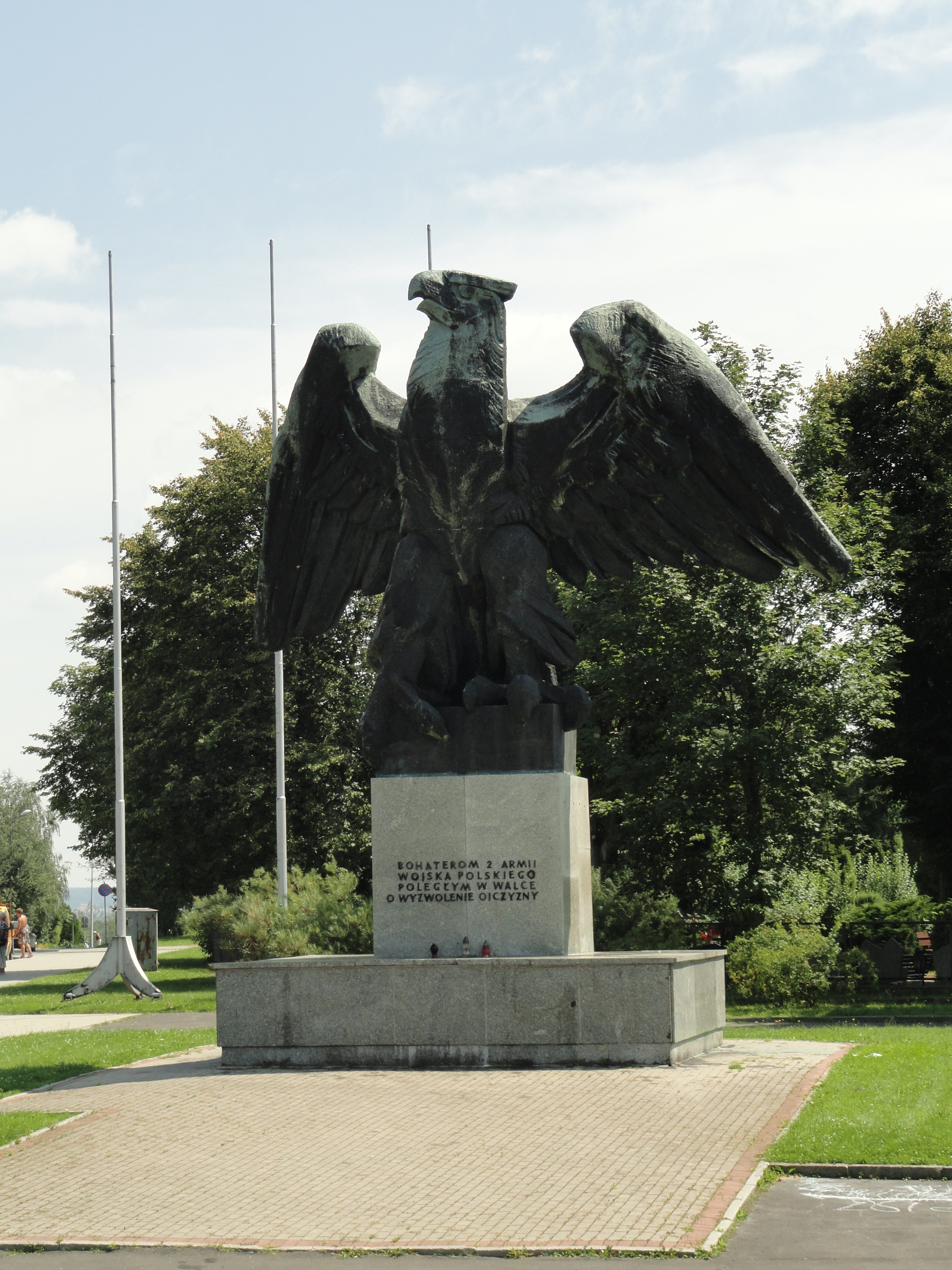
Pomnik Orła Piastowskiego
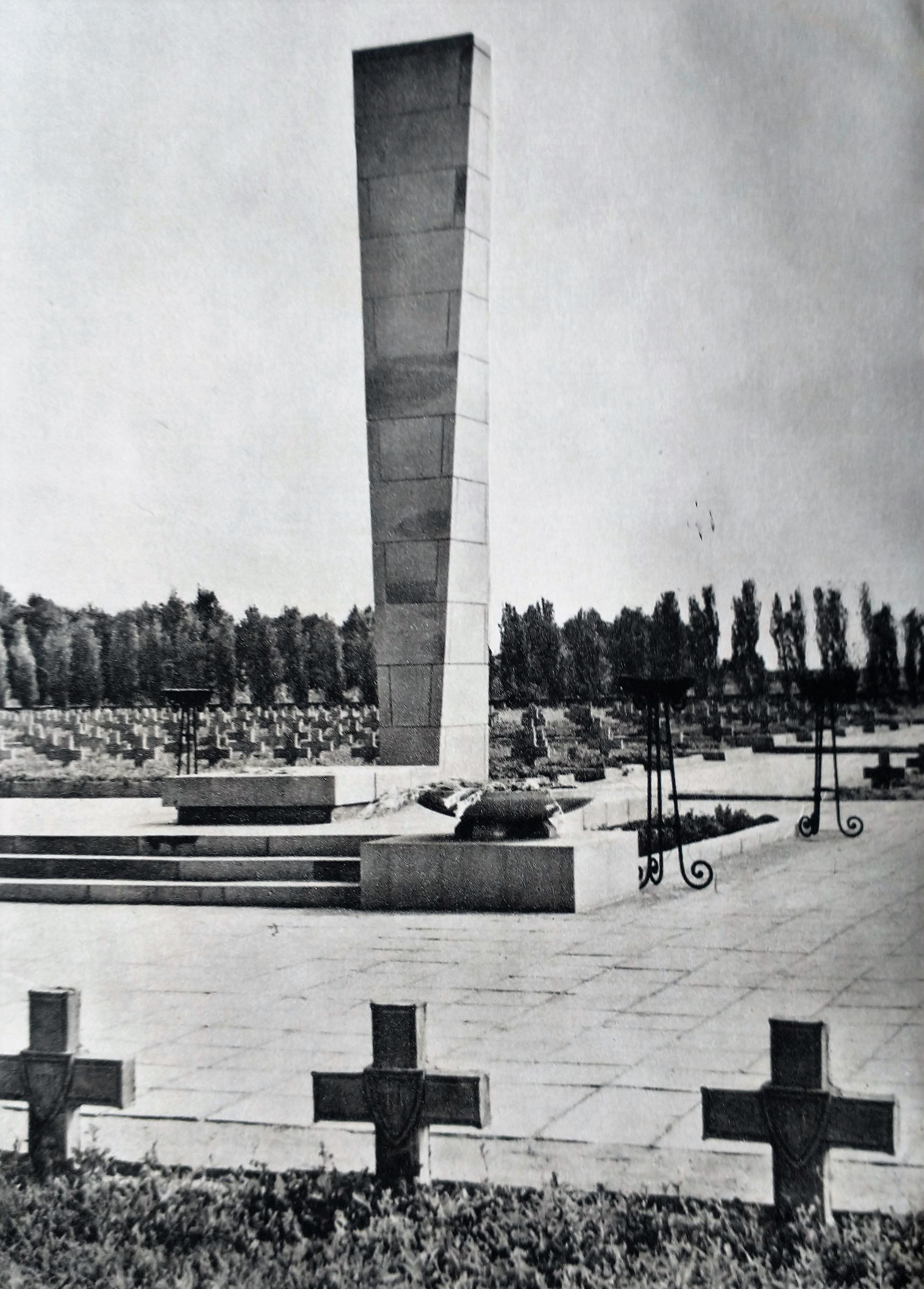
Pierwszy obelisk (lata 60. XX w.)